# Чёрные клёцки
Чёрные клёцки (пол. Kluski czarne) — вид клёцек из сырого и отварного картофеля, сформированные в очень приплюснутые шарики с углублением, отваренные в подсоленной кипящей воде. Они являются типичным блюдом для кухни Верхней Силезии. Они известны и в других регионах Польши — отсюда и разнообразие региональных названий.
Чаще чёрные клецки используют как дополнение к мясу и соусам, но могут быть и самостоятельным блюдом. Также их подают, например, с жареным копчёным беконом.

## Приготовление
Готовятся из отварного и натёртого сырого картофеля в соотношении (перед варкой и тёркой) 1:1. Иногда добавляется мука. Традиционно для слива воды из тёртого картофеля используют специально подготовленную ткань (мешок), в которую помещают картофель, а затем из него выжимают воду в ёмкость. После отстаивания воды её осторожно сливают и прилипший ко дну сосуда крахмал добавляют в тесто. Готовую часть картофеля прессуют или толкут, пока она ещё горячая.
Для получения максимально тёмного цвета клёцек используют такие способы, как выдерживание натёртого картофеля на воздухе в течение нескольких часов до потемнения (скорость изменения цвета зависит от сорта картофеля) или выдерживание уже сформированных клёцек на целые сутки перед приготовлением.

## Способ подачи
Чёрные клёцки чаще всего подают на обед вместе с белыми клёцками на отдельных блюдах. Их часто заправляют растопленным салом и шкварками. Их также можно разогреть на сковороде, что придаст им золотистую корочку.